# Ordre de la Couronne (Belgique)
Pour les articles homonymes, voir Ordre de la Couronne.
L’ordre de la Couronne (néerlandais : Kroonorde) est le deuxième ordre du royaume de Belgique établi le 15 octobre 1897 par le roi Léopold II en tant que souverain de l’État indépendant du Congo. Le but de cet ordre était à l'origine d'honorer les faits héroïques et les services exemplaires rendus dans l’État du Congo. En 1908, il fut incorporé dans l'ensemble des décorations belges comme ordre colonial pour se situer sous l'ordre de Léopold.
De nos jours, l'ordre de la Couronne est décerné pour services rendus à l’État belge, plus particulièrement pour services méritants dans la fonction publique. L'ordre de la Couronne est attribué pour des mérites artistiques, littéraires ou scientifiques, dans la sphère des intérêts commerciaux et industriels ou pour des services rendus au pays ou en Afrique.
L'ordre de la Couronne peut également être accordé aux ressortissants étrangers et est fréquemment décerné au personnel diplomatique et militaire des pays stationnés ou fournissant une aide à la Belgique. Durant la Seconde Guerre mondiale, l'ordre de la Couronne fut également décerné aux soldats alliés qui aidèrent à la libération de la Belgique.
L'ordre de la Couronne est décerné par arrêté royal.

## Structure
Les mêmes insignes et variations en ruban que pour l’ordre de Léopold I sont applicables à cet ordre. Les sous-officiers et soldats, fonctionnaires ou civils reçoivent des Palmes.
Il compte cinq classes, deux palmes et trois médailles :
- Grand-croix
- Grand officier
- Commandeur
- Officier
- Chevalier
- Palmes d'or
- Palmes d'argent
- Médaille d'or
- Médaille d'argent
- Médaille de bronze

## Insignes
Les insignes de chevalier à grand-croix sont constitués d'une croix de Malte à cinq branches émaillées de blanc entre lesquelles sont disposés des rayons rectilignes. Lesdits insignes sont en principe en argent pour l'insigne de chevalier et en or ou vermeil pour les classes supérieures. Ils sont suspendus à une couronne de feuilles de laurier et de chêne en émail vert. Le médaillon central de l'avers représente une couronne d'or sur un fond bleu émaillé ; le médaillon central du revers porte le monogramme « L » du roi Léopold II sur un fond bleu émaillé.
Les médailles de bronze, d'argent et d'or, sont rondes et surmontées d'une couronne royale avec deux rubans. Sur l'avers figure une couronne qui était jusqu'en 1951 entourée de la devise du Congo belge en français : « Travail et Progrès ». Après 1951, la devise est bilingue avec, dans la partie inférieure du cercle, sa traduction en néerlandais : « Arbeid en Vooruitgang ». Sur le revers est gravé un double « L » stylisé couronné et entouré d'une couronne de palmes.
Le ruban de l'ordre est habituellement rouge foncé, mais si l'ordre est conféré dans des circonstances spéciales, les rubans d'officier et de chevalier peuvent présenter les variations suivantes :
- Glaives croisés sur le ruban si l'ordre a été conféré pour service rendu en temps de guerre[2] (pour la Seconde Guerre mondiale et la guerre de Corée, une petite barre métallique est adjointe mentionnant le conflit) ;
- Lignes dorées verticales sur les bords si acte de bravoure exceptionnel[3] ;
- Ligne dorée centrale si acte de mérite exceptionnel durant la guerre[3] ;
- Une étoile dorée en plus des lignes dorées s'il y a une citation à l'ordre du jour ;
- Une étoile en argent pour mérite particulier notamment en matière d’œuvres de bienfaisance ;
- Des palmes en argent ou en or si décerné à du personnel militaire en temps de guerre. Pour la Première Guerre mondiale, la palme porte la lettre « A », monogramme du roi Albert Ier ;

Les étoiles et les lignes verticales dorées peuvent très exceptionnellement être décernées ensemble.
Les rubans des palmes et des médailles possèdent deux lignes blanches verticales sur les bords.
Malgré le fait que, contrairement à l'ordre de Léopold, il n'y ait pas de division maritime dans l'ordre de la Couronne, certaines décorations non officielles portent des ancres croisées.
Vus de loin, les insignes de cet ordre pourraient être confondus avec ceux de la Légion d'honneur avec laquelle il partage la croix de Malte à cinq branches, la couleur rouge (quoique plus foncée dans l'ordre de la Couronne) et la couronne de feuilles reliant les croix à leur ruban. Bien sûr, l'ordre français n'a pas de couronne royale au centre de la croix.

## Attribution

### Conditions actuelles d'attribution des ordres nationaux belges
Les ordres nationaux sont décernés par arrêté royal à dates fixes : le 8 avril date anniversaire du roi Albert I, 15 novembre lors de la fête du roi et dans certains cas le 21 juillet, jour de fête nationale pour honorer les services méritoires rendus à la Belgique sur la base de l'âge et de la carrière du bénéficiaire. Il existe différents règlements en fonction des ministères, qui précisent les conditions d'attribution. Le roi peut, de surcroit, décerner un ordre national pour des actes particulièrement méritants. Les arrêtés royaux sont publiés dans le Moniteur belge.

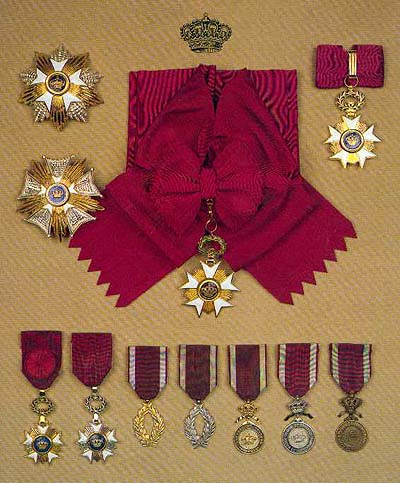
En haut à gauche : plaque de grand-croix, au milieu à gauche : plaque de grand officier, au centre : grand cordon de l'ordre, en haut à droite : croix de commandeur, en bas, de gauche à droite : croix d'officier, croix de chevalier, palmes d'or et d'argent, médaille d'or, d'argent et de bronze.

Le ministre des affaires étrangères est le responsable du protocole et donc des ordres nationaux. Il a un rôle de conseiller pour les attributions exceptionnelles. Ces attributions sont contingentées et leur nombre est limité chaque année par décision du conseil des ministres.
Les classes des ordres nationaux sont intégrées dans une hiérarchie combinée définie par la loi dans laquelle l'ordre de Léopold est supérieur à l'ordre de la Couronne, lequel est supérieur à l'ordre de Léopold II. Excepté certains cas spécifiques, on ne peut être décoré d'un ordre national d'un niveau inférieur au plus élevé déjà reçu.
Les personnes qui font l'objet de poursuites judiciaires ne sont normalement pas décorées tant qu'elles ne sont pas libérées de toutes charges.

### Conditions d'attribution au personnel militaire
L'ordre de la Couronne est décerné aux militaires sur la base de la durée de leur carrière, les années de formation comptant pour moitié :
- Grand officier : après 38 ans de services méritoires à un officier avec rang minimum de lieutenant-général ;
- Commandeur : après 32 ans de services méritoires à un officier avec rang minimum de colonel ;
- Officier : après 25 ans de services méritoires à un officier avec rang minimum de capitaine ;
- Chevalier : après 15 ans de services méritoires à un officier et après 35 ans pour un sous-officier ;
- Palmes d'or : après 25 ans de services méritoires à un sous-officier et après 35 ans pour un caporal ou un soldat ;
- Palmes d'argent : après 30 ans de services méritoires à un caporal ou un soldat.

Il n'y a pas de limite d'âge.

### Conditions d'attribution au personnel civil
Les palmes et les médailles de l'ordre de la Couronne peuvent être décernées aux employés des secteurs privé et public comme les surveillants de prison, bourgmestres, membres des conseils communaux.
- Palmes d'or : après 45 ans de carrière ou au moment de la retraite si l'employé a travaillé au moins 40 ans ;
- Médaille d'or : après 35 ans de carrière.

La médaille d'or et les palmes d'or et d'argent sont également décernées aux présidents, secrétaires et membres des conseils d'administration d'organisations comme les syndicats sur la base du nombre de membres de l'organisation, de la durée de leur carrière dans le conseil.
La croix de chevalier est décernée aux membres des Comités provinciaux et nationaux pour la promotion du travail qui ont atteint 42 ans après 10 ans de participation au comité national, 20 ans de comité provincial ou après 30 ans de service dans les secrétariats provinciaux et avoir atteint l'âge de 62 ans.
La médaille peut également être décernée sans critère de temps aux administrateurs, directeurs, chefs de département, artisans, architectes, chimistes… sur une base individuelle.
La médaille de bronze était attribuée principalement aux travailleurs européens du Congo belge ou de l’État libre du Congo pour 11 ans de service et pendant une période également aux pompiers et gardes champêtres pour 40 ans de carrière.

### Conditions d'attribution au personnel policier
L'attribution au personnel policier et administratif de la police est régie par la circulaire GPI67 relative aux distinctions honorifiques au sein de la police (fédérale et locale).
L’octroi d’une distinction honorifique dans les ordres nationaux implique que le membre du personnel bénéficie d’une ancienneté statutaire de 10, 20 ou 30 ans et en fonction de la fonction exercée au sein de l'institution pour le cadre officier (commissaire divisionnaire).